# Bonamia michauxii
Bonamia michauxii là một loài thực vật có hoa trong họ Bìm bìm. Loài này được (Fernald & B.G. Schub.) K.A. Wilson mô tả khoa học đầu tiên năm 1960.